# Hoydalsá
Hoydalsá är ett vattendrag i Färöarna (Kungariket Danmark).   Det ligger i sýslan Streymoyar sýsla, i den centrala delen av landet. Hoydalsá ligger på ön Streymoy.